# Квантор
Кванторите са символи на дадено предикатно смятане (или формален език), които служат за означаване на квантифициращи функции. Прилагането им върху израз от предикатното смятане дефинира нов израз от същото смятане. В класическото двузначно предикатно смятане се използват кванторът за общност {\displaystyle \forall } („за всяко...“) и кванторът за съществуване {\displaystyle \exists } („съществува...“). Област на действие на квантора {\displaystyle \forall } или {\displaystyle \exists } се нарича изразът, следващ непосредствено {\displaystyle \forall x} или {\displaystyle \exists x}, където {\displaystyle x} e променлива. Ако позицията на символа {\displaystyle x} лежи в областта на действие на квантора, то участието на променливата {\displaystyle x} в тази позиция e свързано. Променливата {\displaystyle x} се нарича напълно свободна, ако тя не участва в някоя от поредиците: {\displaystyle \forall x} или {\displaystyle \exists x}. В предикатната логика с помощта на квантори могат да се конструират съждения, характеризиращи областта на истинност на даден предикат. Кванторът се нарича ограничен, ако съждението се отнася за част от дефиниционна област на свързаната от квантора променлива. Например:
{\displaystyle (\exists x)_{R(x)}P(x)},
което е равнозначно на
{\displaystyle \exists x(R(x)\land P(x))},
или
{\displaystyle (\forall x)_{R(x)}P(x)},
което е
{\displaystyle \forall x(R(x)\rightarrow P(x))}.
Използват се още кванторите {\displaystyle \exists !} („съществува най-много един...“), {\displaystyle \exists !!} („съществува точно един...“) и {\displaystyle \exists _{n}!!} („съществуват точно {\displaystyle n}...“).
В зависимост от разрешените квантификации се различават предикатни логики от първи, втори,..., {\displaystyle n}-ти и т.н. ред.
Терминът „квантор“ е използван за пръв път от Готлоб Фреге.